# Desidae
Desidae (лат.) — семейство аранеоморфных пауков, насчитывающее 182 вида из 38 родов.

## Распространение
Большая часть описанных видов распространены в Австралии и Новой Зеландии, также встречается южной части Северной Америки, западной части Азии, западной и южной Африке и на Мадагаскаре.

## Классификация
- Badumna Thorell, 1890 — Австралазия, США, Уругвай
- Canala Gray, 1992 — Новая Каледония
- Cicirra Simon, 1886 — Тасмания
- Colcarteria Gray, 1992 — Австралия
- Desis Walckenaer, 1837 — Африка, Океания, Австралазия, Галапагосские острова
- Epimecinus Simon, 1908 — Австралия, Новая Каледония
- Forsterina Lehtinen, 1967 — Австралия, Новая Каледония
- Gasparia Marples, 1956 — Новая Зеландия
- Gohia Dalmas, 1917 — Новая Зеландия
- Goyenia Forster, 1970 — Новая Зеландия
- Hapona Forster, 1970 — Новая Зеландия
- Helsonia Forster, 1970 — Новая Зеландия
- Hulua Forster & Wilton, 1973 — Новая Зеландия
- Laestrygones Urquhart, 1894 — Новая Зеландия, Тасмания
- Lamina Forster, 1970 — Новая Зеландия
- Lathyarcha Simon, 1908 — Австралия
- Mangareia Forster, 1970 — Новая Зеландия
- Matachia Dalmas, 1917 — Новая Зеландия
- Mesudus Özdikmen, 2007 — Новая Зеландия - синоним: Manawa Forster, 1970)
- Myro O. P-Cambridge, 1876 — (Tasmania, New Zealand)
- Namandia Lehtinen, 1967 — (Tasmania)
- Neomyro Forster & Wilton, 1973 — Новая Зеландия
- Notomatachia Forster, 1970 — Новая Зеландия
- Nuisiana Forster & Wilton, 1973 — Новая Зеландия
- Ommatauxesis Simon, 1903 — Тасмания
- Otagoa Forster, 1970 — Новая Зеландия
- Panoa Forster, 1970 — Новая Зеландия
- Paramatachia Dalmas, 1918 — Австралия
- Paratheuma Bryant, 1940 — США, Океания, Корея, Япония
- Phryganoporus Simon, 1908 — Австралия
- Pitonga Davies, 1984 — Австралия
- Porteria Simon, 1904 — Чили
- Rapua Forster, 1970 — Новая Зеландия
- Syrorisa Simon, 1908 — Новая Каледония, Австралия
- Taurongia Hogg, 1901 — Австралия
- Toxops Hickman, 1940 — Тасмания
- Toxopsoides Forster & Wilton, 1973 — Новая Зеландия
- Tuakana Forster, 1970 — Новая Зеландия